# Нова-Мариландия
Нова-Мариландия (порт. Nova Marilândia) — муниципалитет в Бразилии, входит в штат Мату-Гросу. Составная часть мезорегиона Юго-центральная часть штата Мату-Гроссу. Входит в экономико-статистический микрорегион Алту-Парагуай. Население составляет 2891 человек на 2006 год. Занимает площадь 1942,816 км². Плотность населения — 1,5 чел./км².

## История
Город основан 19 декабря 1991 года. 

## Статистика
- Валовой внутренний продукт на 2003 год составляет 27 936 423,00 реалов (данные: Бразильский институт географии и статистики).
- Валовой внутренний продукт на душу населения на 2003 год составляет 10 151,32 реал (данные: Бразильский институт географии и статистики).
- Индекс развития человеческого потенциала на 2000 год составляет 0,701 (данные: Программа развития ООН).